# Ryn-Wüste
Koordinaten: 47° 20′ 0″ N, 48° 50′ 0″ O

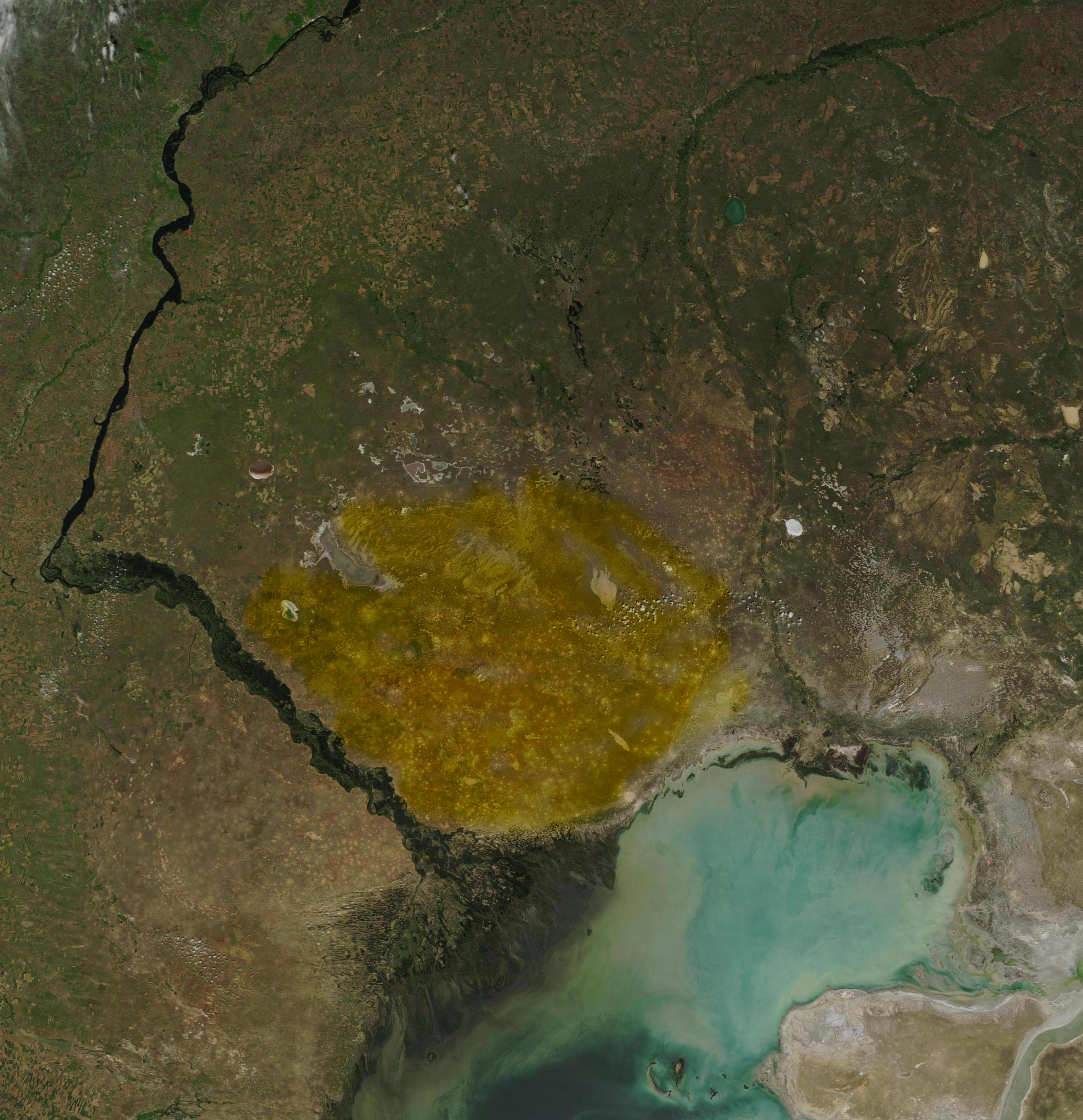
Karte

Die Ryn-Wüste oder Ryn-Peski (russisch Рын-пески, kasachisch Нарын құмы, Narın qumı) ist eine Wüste im westlichen Kasachstan und in der Oblast Astrachan im südöstlichen Russland. Sie liegt nördlich des Kaspischen Meeres und südöstlich des Wolgahochlands, zwischen den Unterläufen der Flüsse Wolga und Ural.